# Erdélyi szász nyelv

Németek lakta területek Romániában 1918-ban (a mai romániai megyékre kivetítve)

Az erdélyi szász nyelvet a német nyelv legtávolabbi dialektusának tartják számon, melyet ma már nagyon kevesen beszélnek Erdélyben. Az erdélyi szászok eredeti területük java részét elvesztették saját földjükön, így nagyobb része a szászságnak külföldön él, elsősorban Németországban. A nyelvet beszélők száma kétszázezer főre becsülhető.
Az erdélyi szász tulajdonképpen több, egymástól is elkülönülő dialektusok összessége, melyek között ugyanúgy nagy eltérések vannak a szókincsben, hangtanban, palatalizációban, ragozásban, akárcsak a szász és a német irodalmi, valamint az alnémet nyelv között. Az alnémet nyelv közeli rokonságban áll hozzá, amelyet külön nyelvnek tartanak, illetve a luxemburgi nyelv is, melyet mára sikerült önálló nyelvvé alakítani. Bizonyos mértékű hasonlóságok vannak a holland nyelvvel is, mivel a szászok őseinek egy része flandriai területről ered (itt azonban felesleges lenne önálló flamand nyelvről beszélni). A szásznak megvannak a maga irodalmi hagyományai, ennek ellenére a szászok mindig is németnek érezték magukat, ezért a fontosabb dolgokban a német standard nyelvet használták, nem voltak komolyabb lépések egy teljesen önálló irodalmi nyelv megteremtésére.

## A szász nyelv története
Ma sem tudni, mennyire van köze a szász népnévnek Szászországhoz, történetesen az erdélyi szászok nem a mai Szászországból, hanem Északnyugat-Németországból és a mai Luxemburgból erednek, a Mosel folyó vidékéről, részben pedig Alsó-Szászországból valók. Idővel az új nép meghonosította a maga nyelvében is a szász elnevezést, ahogy ezt a Saksesch ("Sächsisch"), Siweberjesch Såksesch ("Siebenbürgisch-Sächsisch") nevek mutatják.
A szász betelepítés Erdélybe a 12. században II. Géza magyar királlyal kezdődött és a 13. századig folytatódott. Német területen ez idő tájt megemelkedett népességgel lehet számolni, amely új területeket keresett magának nyugaton és keleten egyaránt. Nyugat-német területekről az Elbától keletre nagyszámú lakosság telepedett le. Ugyanakkor VI. Henrik császár az egykori szászok dicsfényének visszaállítására törekszik, amikor is Géza hívására különféle nyugat-német területekről telepesek indulnak Erdélybe, s úgy érkeznek mint Henrik szász telepesei, ez azonban nem fedte származásukat. A magyarokra, németekre és más népekre jellemző volt, hogy például könnyen azonosítható, rokon népekre, mint szlávokra és latinokra egyetlen általános nevet használtak (tótok, vlahok). És a bevándorlásuk nem egy időben történt, tehát a különböző periódusokban megint máshonnan érkeztek hoszpeszek.
II. András 1206-ban a karakói, magyarigeni és romoszi szászoknak tehermentesítő kiváltságokat adott, ő említi először Saxones név alatt őket. Egy néhány évvel korábbi pápai oklevélben Flandrenses-nek hívják őket, ami arra enged következtetni, hogy néhány csoport eredete Németalföldre megy vissza, ami akkoriban a Német-római Birodalom része volt.
A 16. században Honterus János lutheránus lelkész, akit komolyan foglalkoztatott a szászok eredete, vizsgálatában kitért a nyelvükre is. Sebastian Münster svájci földrajztudós és humanista segítségét kérte ebben. Honterus a Rajna menti vidékeken vélte a szászok őshazáját és nem is tévedett. Münster alátámasztotta feltevését, miután a szász nyelvet vizsgálva be tudta azonosítani benne a nyugati alnémet nyelv jellegzetességeit.
Andreas Scheiner az erdélyi szász nyelvet a német irodalmi nyelvvel állítja szembe és hagyatkozik Georg von Reicherstorffernek, I. Ferdinánd követének elemzésére, aki külön kitért a szászokra. Reicherstorffer szerint az erdélyi szászok a lingua Saxonicá-t beszélik, amely eltér az irodalmi némettől és a kölni nyelvjárásból ered. Reicherstorffer talán állást akart foglalni azzal az állítással szemben, amit Honterus is képviselt, hogy a szászok Nagy Károly korabeli gótok utódai és nem német telepeseké. A némileg történetietlen szász-gót elméletet Beatus Rhenanus schlettstadti nyelvész is képviseli, aki szerint azonban Tiberius császár telepítette őket az ókori Daciába. Az elméletet szász nacionalisták a magyarokkal szemben még a 20. században is hallatták, ma már azonban a szászok elfogadják, hogy nem ókori eredetű népcsoport. Abszurd elméletek azonban a szászokkal szemben is születtek, amely épp az őshazából jött: eszerint a szászok olyan német gyermekeknek a leszármazottai, akiket egy boszorkánysággal foglalkozó férfi rabolt el Hammeln városából (Braunschweig) és vitt a messzi, félelmetes Erdélybe 1282-ben. Egy würzburgi jezsuita (talán az evangélikusok elleni rosszindulatból) is ezt állította, aki szerint érdekes, hogy pont ekkor ismeretlen nyelvet beszélő gyermekek tűnnek fel Erdélyben, mikor Hammelnben megtörténik a gyermekrablás.
Tröster János a 17. században jelentős kutatásokat végzett a szászok eredetével kapcsolatban. Jóllehet ő is ezeket a téves elképzeléseket firtatja (még a magyar nyelvet is a németből eredezteti), mint a szászok gót és kimber eredetét, és Reicherstorffert törekszik cáfolni, de ugyanakkor szerkezeti hasonlóságokat látott már ekkor a magyar és finn nyelv között. Elsőként támaszkodott nyelvtörténeti tényekre és érvelésében az élő nyelvet is felhasználta. A gót és az ó-felnémet nyelv, valamint a szász összehasonlítása céljából számos fordítást közöl, így a Bibliából fordít történeteket szászra. Ő a szász miatyánk lefordítója. Összehasonlítást végzett még a svéd, dán és francia nyelvekkel, erről szóló szójegyzéke tekinthető a szász nyelv első szótárának. Tröster a beszterceiek nyelvét elkülöníti a dél-erdélyi szász nyelvtől. Tröster összehasonlításában is jobbára a szász irodalmi nyelvre hagyatkozik, míg más szász nyelvjárásokat (melyek ettől elütnek) nem vesz figyelembe, ezért munkája nem fogadható el teljes mértékben.
A következő évszázadokban aztán elindult a szász nyelv alapos vizsgálata Erdélyben és külföldön egyaránt. A legfontosabb hazai nyelvészek Roth János, Wolff János és Keintzel György voltak. Az irodalom tekintetében Frank Bálint (17. század), Josef Filtsch, Heinrich Melas vagy Otto Piringer jeleskedtek szász nyelven.
A szász nyelvterület a 19. században kezdett el lassacskán zsugorodni. Az első világháború előtt a magyarosítással néztek szembe a szászok, amin azonban ők még könnyen túltettek magukat, de az első világháború után a még keményebb románosítással kellett számolniuk, noha a szászok 1918-ban még üdvözölték Erdély Romániához csatolását. A rossz romániai gazdasági helyzet és viszonylag alacsony életszínvonal miatt sok szász már ekkoriban Németországba vándorolt. A második világháború után német nemzetiségük okán a szovjetek és a román kommunisták elkezdték tömeges deportálásukat (de még így is negyedmillió szász maradt Erdélyben), de még a Ceaușescu-rezsimtől is sokat kellett szenvedniük, amely 1989-ben odáig ment, hogy a szász településeket földig akarta rombolni, hogy megszabadulhasson a nemkívánatosnak számító nemzeti kisebbségtől (romániai falurombolás). Az 1990-es években még közel 60 ezer szász élt Erdélyben, míg a népesség többi nagyobb része már külföldön. A következő években még tovább csökkent a számuk, mert az áldatlan állapotokat megelégelve újabb tömegek hagyták el a Szászföldet.

## Jellegzetességei
Münster kiemeli, hogy a szász legjellegzetesebb sajátosságának dat, wat, allet névmási alakokat kell tekinteni, mely az alnémet nyelvben is jellemző. Az írott németben das, was, alles formájúak ezek a névmások. Felmer Márton a 18. században átfogó elemzést végzett és szintén felhívta a figyelmet az erdélyi szász és a német közötti különbségekre, illetve arra, hogy számos nyelvi archaizmusa van a 12. századból. Felmer kimondta a gót eredet hamisságát és a szász nyelvnek az alnémettel való egyértelmű rokonságát. A szász kiejtést a közép-német kiejtéssel sikerült rokonítania. Schuller János Károly arra hívja fel a figyelmet, hogy az ún. szász határnevek őriznek még további archaizmusokat.
Az erdélyi szász nyelvnek igen bonyolult nyelvjárási konglomerátuma van. Ezen a kis területen olyan nagyok az eltérések a szász dialektusok között mint a nagyobb kiterjedésű német nyelv nyelvjárásai és területi nyelvei között. A szász terület sosem volt egységes a szász székek kusza elhelyezkedéséből adódóan, melyek közé vlach, magyar és székely székek ékelődtek, így előfordult, hogy egy szász tanyán is volt egy sajátos tájszólás. Különösen az elit között a hatékonyabb kommunikáció érdekében mindig valamilyen közvetítő nyelvet kellett alkalmazni. A szász városokban a nyelvjárás alakulása is sajátos volt, különösképp az újkorban. A városi nyelvjárásokra hatással volt a német irodalmi nyelv, de a szász falvak nyelvjárásai Felmer szerint sokkal népiesebbek, eredetibbek. Felmer és egy másik nyelvész Binder János egy korszerű tájszótár felállítását célozták, ahol a szász irodalmi nyelvtől eltérő nyelvjárásokat akarták konzerválni.
A dél-erdélyi szász nyelvre a palatalizáció és gutturalizáció jellemző (szász: setj, sekt német seite), ezek csak a frank nyelvjárásokban fordulnak elő. A beszterceieknek ez két sajátossága nincs a nyelvükben. Ez mutat arra, hogy még a dél-erdélyi szászok nyilván a luxemburgi, trieri, düsseldorfi, aacheni és koblenzi területekről erednek, a beszterceiek pedig azokról alnémet területekről, ahol a palatalizáció és gutturalizáció ismeretlen a nyelvjárásokban.
Lexikai sajátosságát tekintve szókészletéből bizonyos szavak csak egy-két hang különbséggel térnek el a némettől, de ezek is épp elegendőek, hogy ne értsék meg az illető szót. Így például az asztal németül Tisch, szászul däsch; keresni németül suchen, erdélyi szász nyelven säcken.
A szászra mint általában a szomszédos nyelvek is hatással voltak, így a magyar és a román nyelv, de van szláv hatás is, ami helynevekben mutatkozik meg. Szláv eredetű szász helynevek a moldvai és havaselvei határon fordulnak elő (a románok ortodox népként használtak egyházi ó-szláv nyelvet is, így náluk is kimutatható az erős szláv hatás). A magyar eredetű szász helyneveknél a név németes végződést kap, vagy a melléknevek összetettek.

## Az erdélyi szász irodalmi nyelv
Tröster idejében már kialakulóban volt egy irodalmi nyelv, amelyet az evangélikus egyház használt, a német irodalom kirchensächsisch-nak nevezi, azaz egyházi szásznak. A szászok a templomban az irodalmi (felnémet) nyelven énekelték az énekeket és zsoltárokat, de a prédikáció kizárólag szász nyelven folyt, mert a nép az oktatást és a nevelést a lelkipásztortól csakis így érthette, amint azt Tröster is hangsúlyozza, hisz az erdélyi szász és a német között óriási különbség van.
1907-ben megjelent az Siebenbürgisch-sächsisches Wörterbuch címet viselő szótár, amelyet a nyelvészet az irodalmi szász nyelv egyik fontos alapjának tart, jóllehet a gyakorlatban nem, vagy csak kevésbé érvényesült, ám sokan felhasználták a szász nyelv tanulására, ill. szász nyelven történő írásra. A szótárban lefektetett helyesírás kis eltérésekkel ugyan, de egyezik a luxemburgi helyesírással. Napjainkban akik szász nyelven tanulnak, vagy írnak kiindulópontként használják a luxemburgi nyelvtant és helyesírást.

## Példaszöveg
Foater auser dier dau best em Hemmel,

geheleget verde deing numen, zaukomm

aus deing rech, deing vell geschey affierden,

als vey em hemmel, auser däglich briut gaff

aus heigd, ond fergaff aus auser schuld, vey

mir fergien auser en schuldigeren. Feir aus

nèt en fersechung, saunderen erlüs aus von

demüvvell. Denn deing ess dat rech, dei

krafft, ond dei herrleget, von ieveget,

zau ieveget, Amen.

A Miatyánk 1666-ból, Johannes Tröster nyomán.